# Stenella
Stenella là một chi động vật có vú trong họ Delphinidae, bộ Cetacea. Chi này được Gray miêu tả năm 1866. Loài điển hình của chi này là Steno attenuatus Gray, 1846.

## Hình ảnh

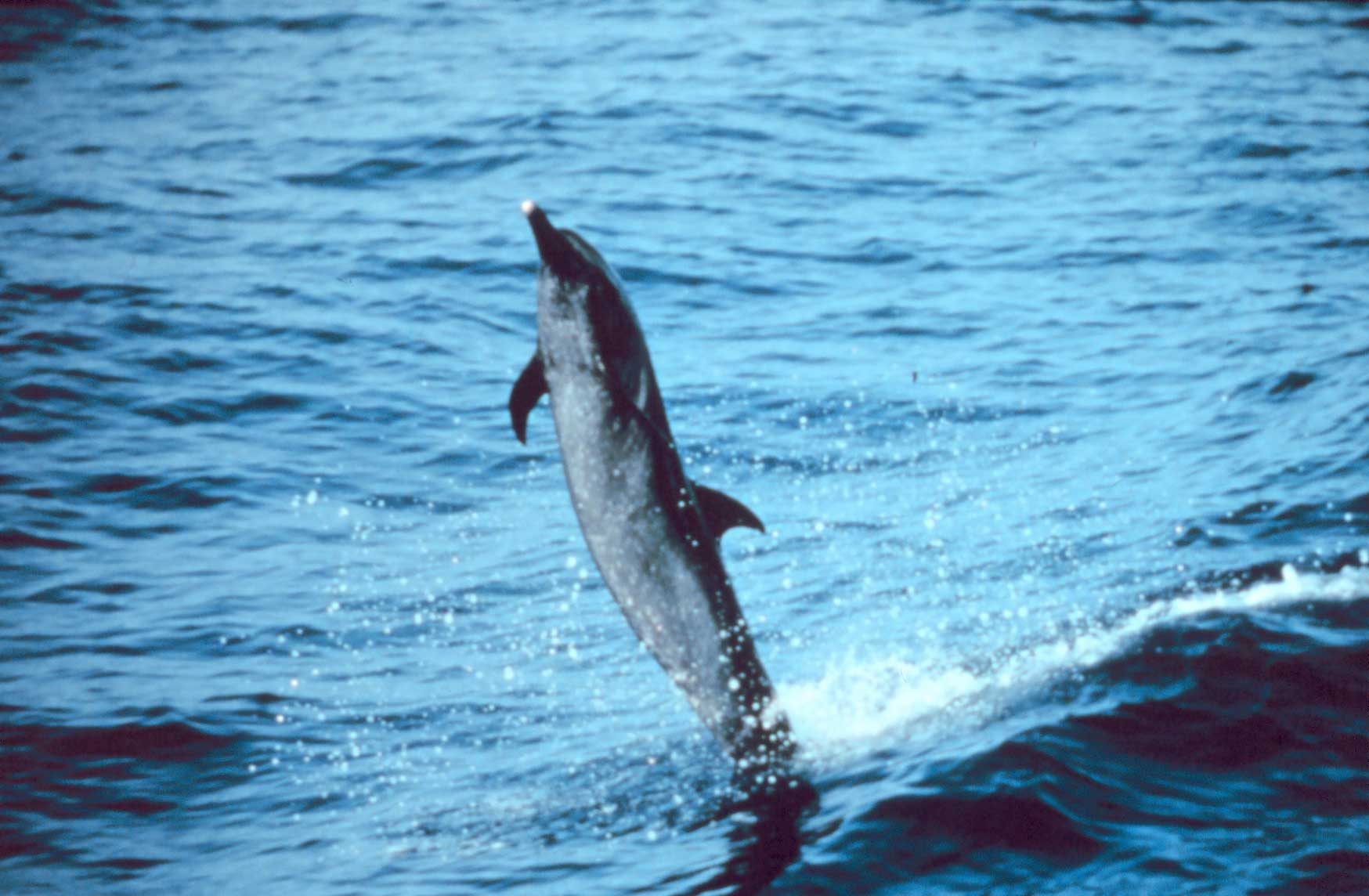
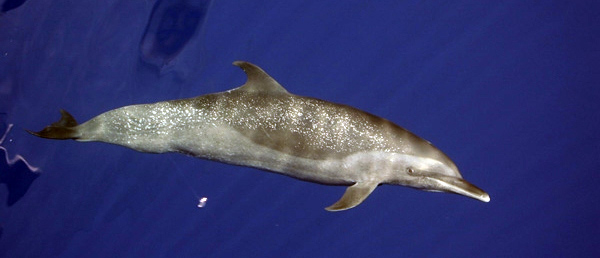

## Các loài
Chi này gồm các loài:
- Cá heo đốm Đại Tây Dương
- Cá heo Clymene
- Cá heo đốm nhiệt đới
- Cá heo Spinner
- Cá heo sọc